# Gnomidolon conjugatum
Gnomidolon conjugatum är en skalbaggsart som först beskrevs av White 1855.  Gnomidolon conjugatum ingår i släktet Gnomidolon och familjen långhorningar. Inga underarter finns listade i Catalogue of Life.